# Gary Hinshaw
Gary F. Hinshaw (* in San Rafael, Kalifornien) ist ein US-amerikanischer Astronom und Astrophysiker, der an der Wilkinson Microwave Anisotropy Probe (WMAP) beteiligt war, dessen Beobachtungen des Cosmic Microwave Background (CMB) wesentliche neue Erkenntnisse für die Kosmologie lieferten.
Hinshaw studierte Physik an der University of California, Berkeley, mit dem Bachelor-Abschluss 1982 und wurde 1987 an der Harvard University promoviert. 1987 wurde er Assistant Professor am Oberlin College und ab 1990 war er Astrophysiker am Goddard Space Flight Center der NASA. 2011 wurde er Professor an der University of British Columbia. Er war an COBE und WMAP beteiligt, beide Satellitenmissionen untersuchten den CMB. Bei WMAP leitet er die Datenanalyse und leitet das Legacy Archive (LAMBDA), das die Daten der CMB-Missionen der NASA anderen Wissenschaftlern zugänglich macht.
Für 2018 erhielt er mit Charles L. Bennett, Norman Jarosik, Lyman Page Jr., David Spergel und dem WMAP-Team den Breakthrough Prize in Fundamental Physics. Hinshaw erhielt den Goddard’s Space Science Achievement Award.
Neben der US-amerikanischen hat er die kanadische Staatsbürgerschaft.